# Plaça Independència (Montevideo)
La Plaça Independència (castellà: Plaza Independencia) es troba a la ciutat de Montevideo, Uruguai, al límit entre la Ciutat Vella i l'àrea central, abans coneguda com a Ciutat Nova (Ciudad Nueva).

## Història
Fou originalment projectada per l'arquitecte Carlo Zucchi el 1837, quan la ciutat es va estendre, com a part d'un planejament urbà. El projecte va tenir la inspiració dels seus professors: Charles Percier i Pierre François Léonard Fontaine, autors d'obres com la parisenca Rue de Rivoli, i dels creadors de l'estil imperi i de l'estil directori. Aquell projecte va ser modificat el 1860 per Bernard Poncini.
Entre 1896 i 1906 es va ubicar al seu centre l'estàtua de Joaquín Suárez, la qual actualment es troba a la plaça de l'Avenida Agraciada, cantó amb Joaquín Suárez; transferida per decisió del president José Batlle y Ordóñez.
Des de 1882, durant el govern de Máximo Santos, havia una llei que aprovava un decret per a la creació d'un monument a José Gervasio Artigas, "fundador de nuestra nacionalidad"; la pedra fonamental va ser ubicada el 25 d'agost de 1884, mentre que el monument va trigar a ser construït. Juan Zorrilla de San Martín va esbossar les idees generals en "La epopeya de Artigas"; el 1913, una comissió va declarar guanyadors del concurs de projectes a l'italià Angelo Zanelli (1879-1942) i a l'uruguaià Juan Manuel Ferrari.
Va ser finalment inaugurat el 28 de febrer de 1923 al final del mandat presidencial de Baltasar Brum Rodríguez.
Durant la dictadura civil-militar, mitjançant el decret llei Num. 14.276, del 27 de setembre de 1974, es va decidir la creació d'un mausoleu per albergar les restes mortals d'Artigas, que hi eren al Panteó Nacional del Cementiri Central fins al 1972 i, més endavant, a la caserna dels Blandengues. Obra dels arquitectes Lucas Ríos Demalde i Alejandro Morón, que van afegir al monument un mausoleu de granit amb àmplies escales fins al subsòl que conserva l'urna amb les restes mortals de José Artigas; una piràmide truncada permet que el sol penetri directament fins a l'urna. El 19 de juny de 1977, en presència del president Aparicio Méndez, el mausoleu va ser inaugurat. Amb la democràcia a l'Uruguai, molt es va qüestionar sobre aquest ús del nom, imatge i les restes mortals de l'heroi nacional per a l'exaltació d'una dictadura que implicava negar les idees democràtiques republicanes i representatives d'Artigas. Durant el 2009, el president Tabaré Vázquez va proposar i va insistir en la possibilitat de transferir les restes mortals d'Artigas a la nova Torre Executiva, però això va provocar moltes crítiques de l'oposició, i fins i tot queixes dels descendents de l'heroi. Haurà de ser implementada la llei de 2001, segons la qual haurien de ser escrites frases cèlebres del pensament artiguista als murs del mausoleu.

## Característiques
Al seu centre es troba la gran estàtua de José Gervasio Artigas i pot ser visitada per les escales fins al mausoleu subterrani on es conserven les restes mortals de l'heroi nacional en una urna. L'estàtua és obra de l'escultor italià Angelo Zanelli.
A l'est es troba la Porta de la Ciutadella (Puerta de la Ciudadela), testimoni del Montevideo colonial i començament del carrer de vianants Sarandí.
Front a la calçada sud es troba la Torre Ejecutiva, actual seu del Poder Executiu, i el Palacio Estévez, fins poques dècades abans, la seu del mateix poder, tot i que encara s'usa per a alguns assumptes protocol·laris d'aquest, com per exemple, l'acte presidencial. També alberga un museu.
Sobre la calçada oest, al cantó amb l'Avenida 18 de Julio es pot veure el Palau Salvo, que quan va ser construït era l'edifíci més alt d'Amèrica del Sud.

## Cultura
La plaça és utilitzada freqüentment per a exposicions d'art, com la dels United Buddy Bears, la qual va tenir lloc el 2009 i era composta per 140 escultures de dos metres d'altura, cadascuna pintada per un artista d'un dels 140 països.

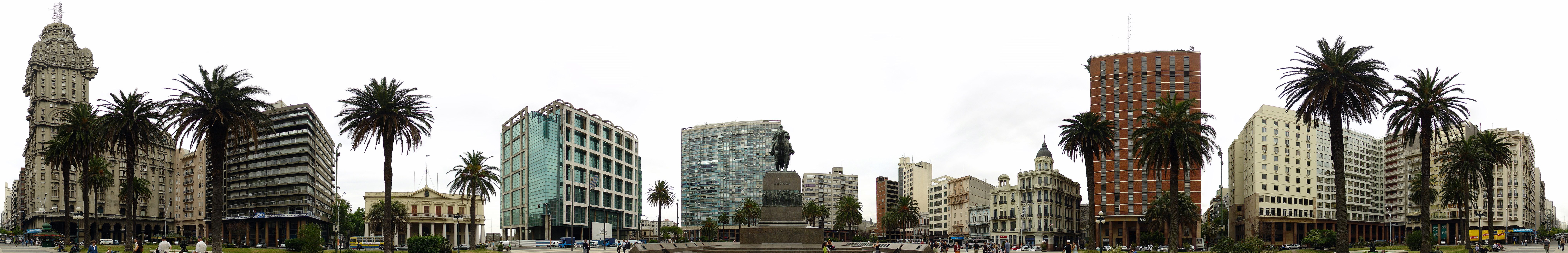
Vista panoràmica de la Plaça Independència, a l'àrea central de Montevideo.